# Antonín Bartoš (kněz)
Antonín Bartoš (13. června 1876 Židenice – 6. července 1939 Křižanov) byl český římskokatolický kněz, profesor náboženství a papežský prelát.

## Život
Narodil se 13. června 1876 v Židenicích. Roku 1895 absolvoval gymnázium v Brně. Poté začal studovat bohosloví a na kněze byl vysvěcen roku 1899. Roku 1907 se stal profesorem náboženství na státní reálce v Brně , kde působil 30 let. Byl spoluzakladatelem Spolku poutníků diecézí moravských do Svaté země, který byl později přejmenován na Palestinský spolek. Stal se iniciátorem a hlavním organizátorem na vybudování československé Cyrilometodějské smírné kaple na Olivové hoře v Jeruzalémě. Byl významným činitelem sociální péče o studenty, na které přispíval a zakládajícím členem Spolku Dům útěchy v Brně. Vykonával funkci místopředsedy Cyrilometodějské občanské záložny v Brně a byl členem bankovní rady Národní banky v Praze.
Poté když jeruzalémský patriarcha vyslovil přání aby věřící z Československa věnovali sochy svatých Cyrila a Metoděje, otec Antonín zrealizoval předání. Jsou uloženy v konkatedrále Latinského patriarchátu.
Papežem byl jmenován Prelátem Jeho Svatosti a poté se stal komturem Řádu Božího Hrobu v Jeruzalémě.